# Ballas
Ballas (auch Deir el-Ballas) ist ein im südlichen Ägypten am westlichen Nilufer gelegener Ort, etwa 30 km nördlich von Theben.

## Entdeckung
Bei Ballas wurden im Jahr 1894 durch den englischen Ägyptologen Flinders Petrie und Quibell bei Ausgrabungen eine antike Begräbnisstätte mit etwa 900 Gräbern aus vordynastischer Zeit gefunden. 
Am Ende der Zweiten Zwischenzeit und am Beginn des Neuen Reiches befand sich hier eine wichtige königliche Residenz. Teile der Stadt und zwei Palastanlagen konnten ausgegraben werden. Diese Paläste standen auf Plattformen. Als George Andrew Reisner sie 1900 bis 1901 ausgrub, hielt er die Aufbauten, bei denen es sich um die eigentlichen Paläste handelte, für koptisch und trug sie ab, ohne sie weiter aufzuzeichnen.
Das Zentrum der Stadt war anscheinend der Nordpalast, der eine Fläche von ca. 45.000 m² einnahm. Sein genauer Umfang ist bisher nicht erforscht. Die Plattform des Palastes bestand aus Kasematten, deren Mauern bei den Ausgrabungen noch teilweise bis zu 5 m hoch anstanden. Es fanden sich Reste von figürlichen Wandmalereien. Der Südpalast war ca. 100 m × 44 m groß. Auch er stand auf einer Plattform aus Kasematten. Diese Plattform wurde über eine monumentale Treppe erreicht.

## Bedeutung
Ballas ist wegen der dortigen Tonvorkommen seit der Zeit der Naqada-Kultur um 4000 v. Chr. bekannt für die dort angefertigten Keramikwaren, die weithin exportiert wurden. Dadurch wurde Ballas in der arabischen Sprache zum Wort für „Tonkrug“.